# Flavomeliturgula lacrymosa
Flavomeliturgula lacrymosa is een vliesvleugelig insect uit de familie Andrenidae. De wetenschappelijke naam van de soort is voor het eerst geldig gepubliceerd in 1967 door Popov.